# John DeLorean
John Zachary DeLorean (n. 6 ianuarie 1925, Detroit, Michigan, SUA – d. 19 martie 2005, Summit, New Jersey, SUA) a fost un inginer și inventator american, cunoscut pentru că a fondat compania auto DeLorean Motor Company.
Acesta s-a născut în Detroit, tatăl său, Zachary, fiind român originar din Șugag, Județul Alba, iar mama sa, Kathryn (n. Pribak) de origine maghiară.